# Cascades Albion
Les cascades Albion són unes cascades de 19 m que cauen per l'escarpament del Niàgara cap a Red Hill Valley, a Hamilton, Ontario (Canadà). Les cascades estan formades per múltiples petits salts d'aigua. La part superior de les cascades es troba a Mountain Brow Blvd. La part inferior de les cascades es troba al sud del King's Forest Park (Parc Forestal del Rei), a la part inferior de Hamilton seguint el Red Hill Creek cap al sud, a l'escarpament del Niàgara.
Les cascades Albion es van considerar seriosament com una possible font d'aigua per a Hamilton. Les roques de la zona de les cascades Albion van ser utilitzades en la construcció del Jardí de Roca del Reial Jardí Botànic.
El barranc de les cascades Albion Falls té una llegenda sobre el suïcidi d'una amant. Segons la història, a principis del segle xix, la jove Jane Riley, enamorada decebuda de Joseph Rousseau, es trobava al capdamunt de l'escarpament, no gaire lluny de les cascades Albion, i es va llançar al fons a uns 30 m. El lloc del suïcidi es coneix amb el nom de «Lovers 'Leap» (el salt dels amants) i s'han creat moltes històries sobre el suïcidi.
Les atraccions properes inclouen Bruce Trail, Buttermilk Falls, Devil's Punch Bowl, Felker's Falls, Parc de la Confederació (via Red Hill Trail), Mohawk 4 Ice Centre al Mohawk Sports Park, vistes panoràmiques de Hamilton, King's Forest Golf Course, King's Forest Park, Gage Park i Hamilton Children's Museum.

## Com arribar
Per arribar a les cascades Albion fent senderisme, cal agafar l'Escarpment Rail Trail o l'Albion Side Trail del Bruce Trail.
Per arribar a les cascades Albion amb cotxe, s'ha de sortir de la Dartnell Road des de Lincoln M. Alexander Parkway. Anar cap al sud per Dartnell, després, cap a l'esquerra, cap a Stone Church Road East. Girar a l'esquerra per anar a Pritchard Road i, a continuació, tornar a girar cap a l'esquerra en Mud Street. Hi ha dos aparcaments disponibles a cada costat del Mud Street, on es connecta amb el Mountain Brow Blvd.
També es pot arribar agafant el Mohawk Road fins que finalitzi a l'escarpament; agafar la carretera per la vora i quedareu al costat esquerre. També es pot agagar el Limeridge Road East fins que finalitzi, girar a l'esquerra i a continuació a la dreta i, immediatament es pot veure l'aparcament.

## Galeria d'imatges

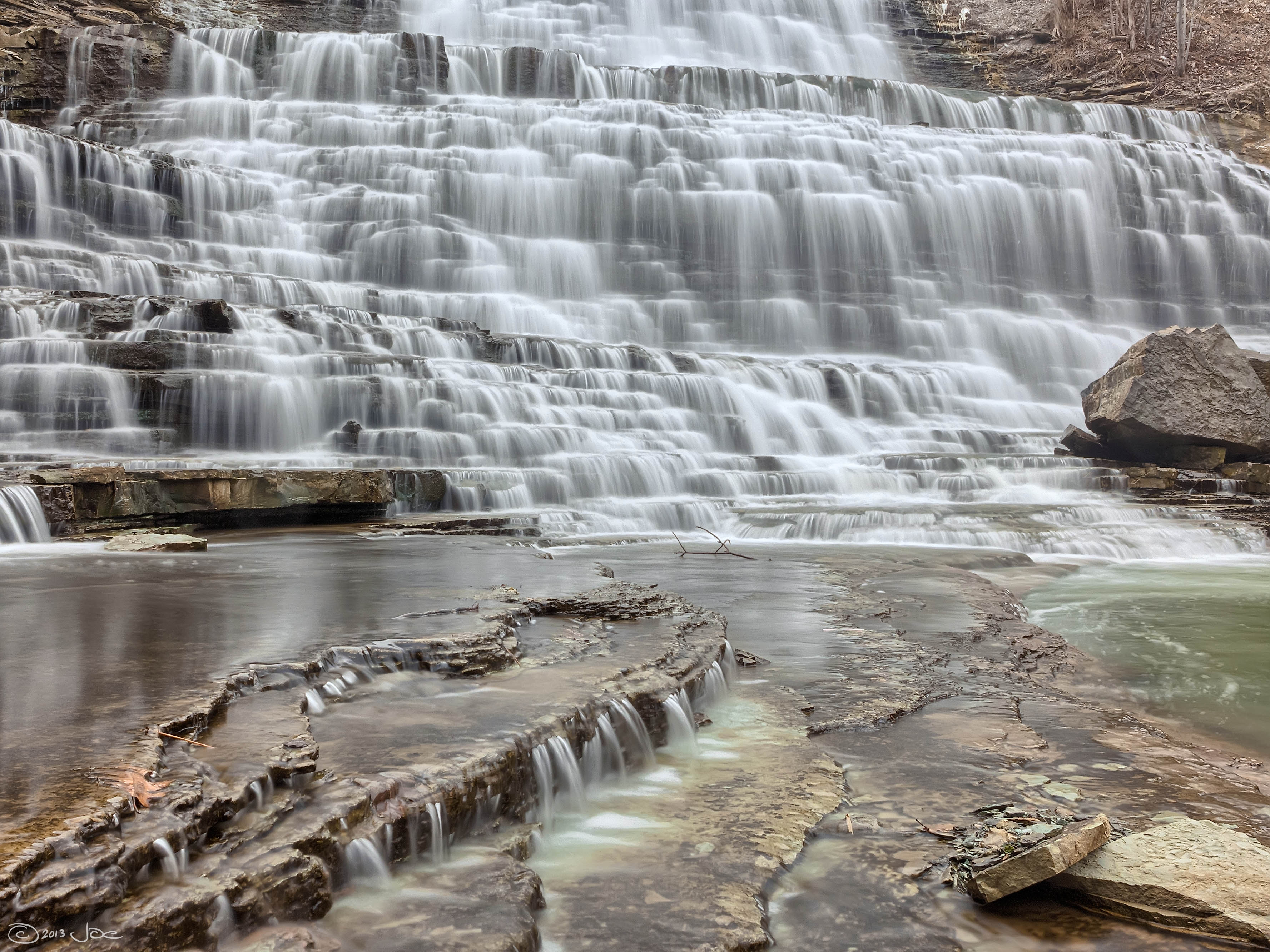
Cascades Albion
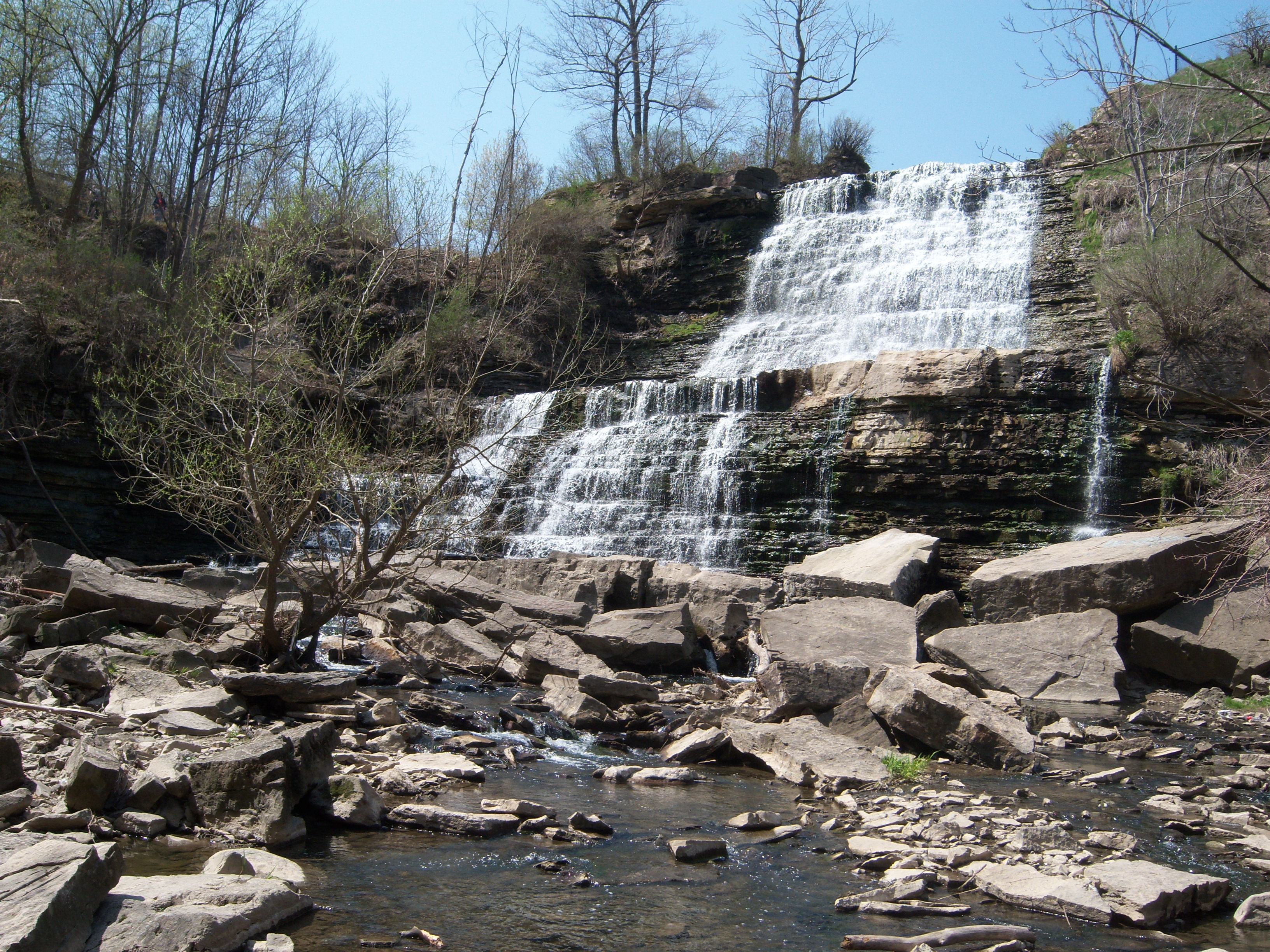
Cascades Albion
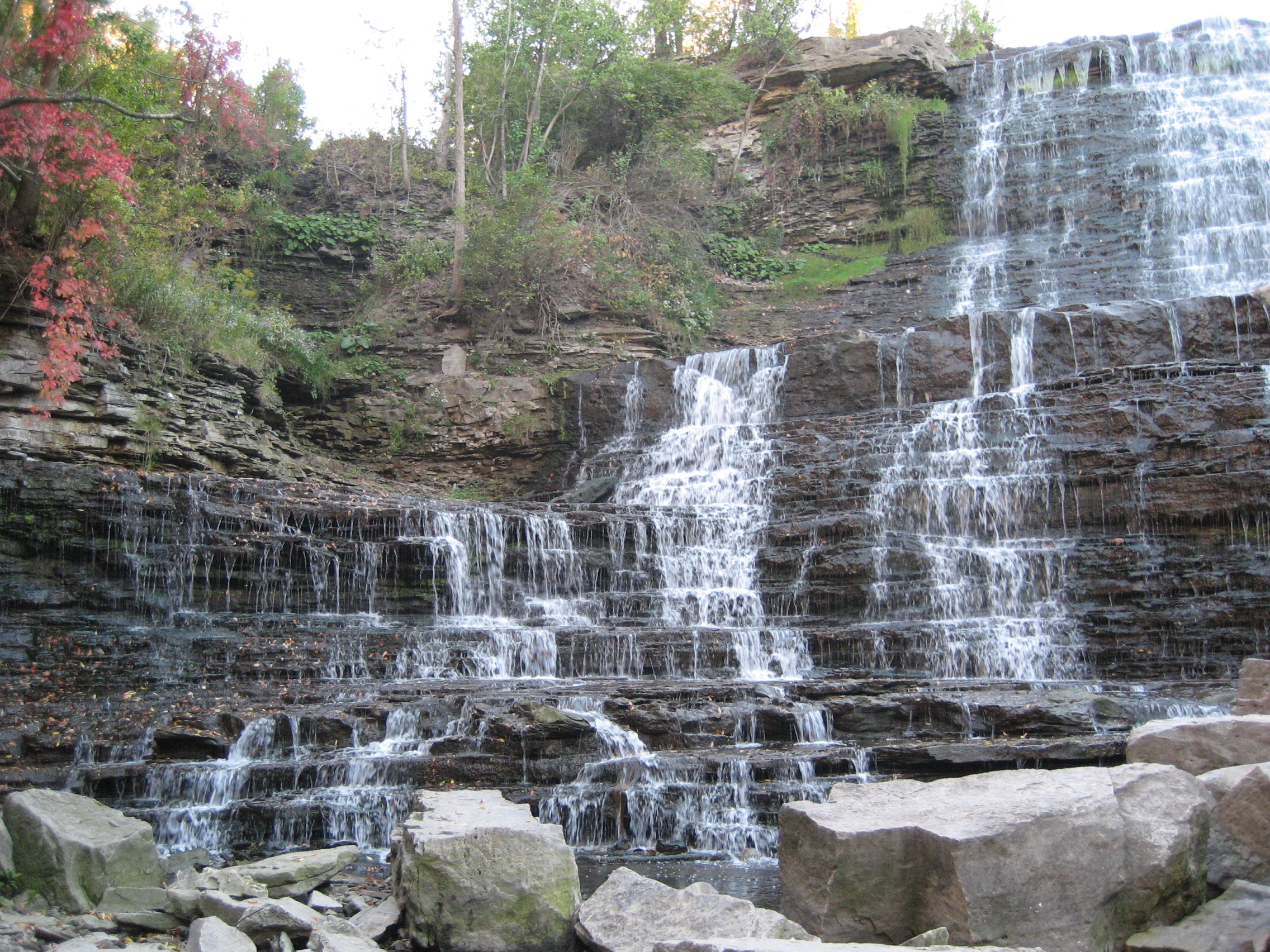
Cascades Albion